# Sender Felsberg-Berus
Der Sender Felsberg-Berus war ein Langwellensender in der Gemeinde Überherrn im Landkreis Saarlouis im Saarland, der zuletzt von der Broadcasting Center Europe (BCE), einer Tochtergesellschaft der RTL Group, betrieben wurde. Er strahlte bis zum 31. Dezember 2019 das Programm von Europe 1 aus. Im Oktober 2020 wurden die letzten vier Sendemasten gesprengt. Bereits seit dem 1. Oktober 2016 ist die Gemeinde Überherrn Besitzer der markanten alten Sendehalle aus dem Jahr 1955.

## Geographische Lage
Der Sender befand sich zwischen Felsberg im Nordosten, Altforweiler im Osten und Berus im Süden kuppennah auf der Westflanke des unbewaldeten Saubergs (377,3 m ü. NN). Die Grenze zur französischen Region Lothringen verläuft rund 750 m westlich. Etwas nördlich vorbei an der Sendeanlage verläuft die Bundesstraße 269, von der die den Sender direkt westlich passierende Landesstraße 351 in ihrem Abschnitt Ittersdorf–Berus nach Südsüdosten abzweigt. Der Gegenanflug der Platzrunde des Verkehrslandeplatzes Saarlouis-Düren (EDRJ) verläuft nur wenige 100 m leicht nördlich versetzt, parallel zur Hauptmastengruppe in 2000 ft MSL (Masten 2100 ft MSL). Durch die markante rot-weiße Farbe waren sie sehr gut erkennbar und ideale Anflugpunkte.

## Sender

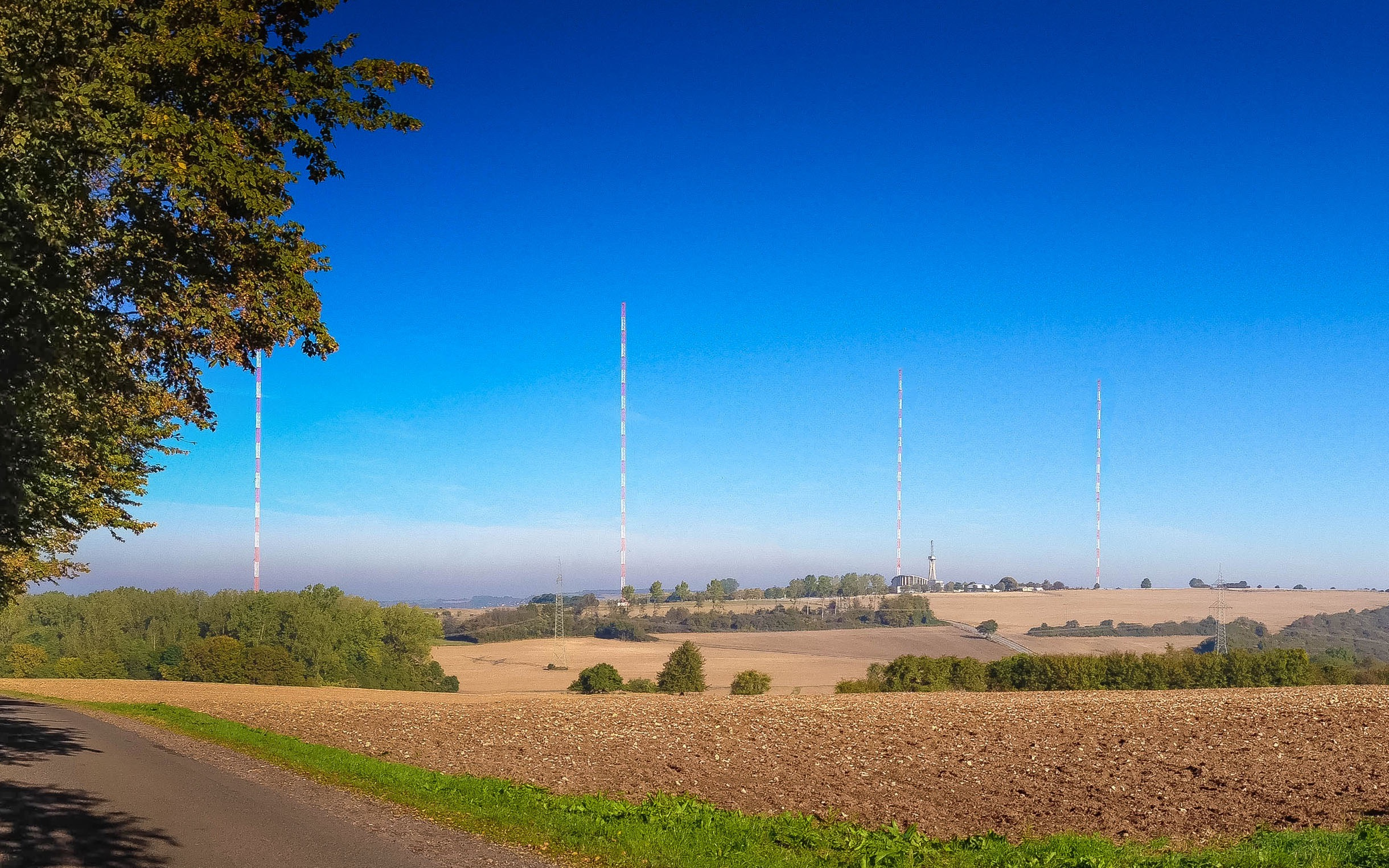
Gesamtansicht der Sendeanlage

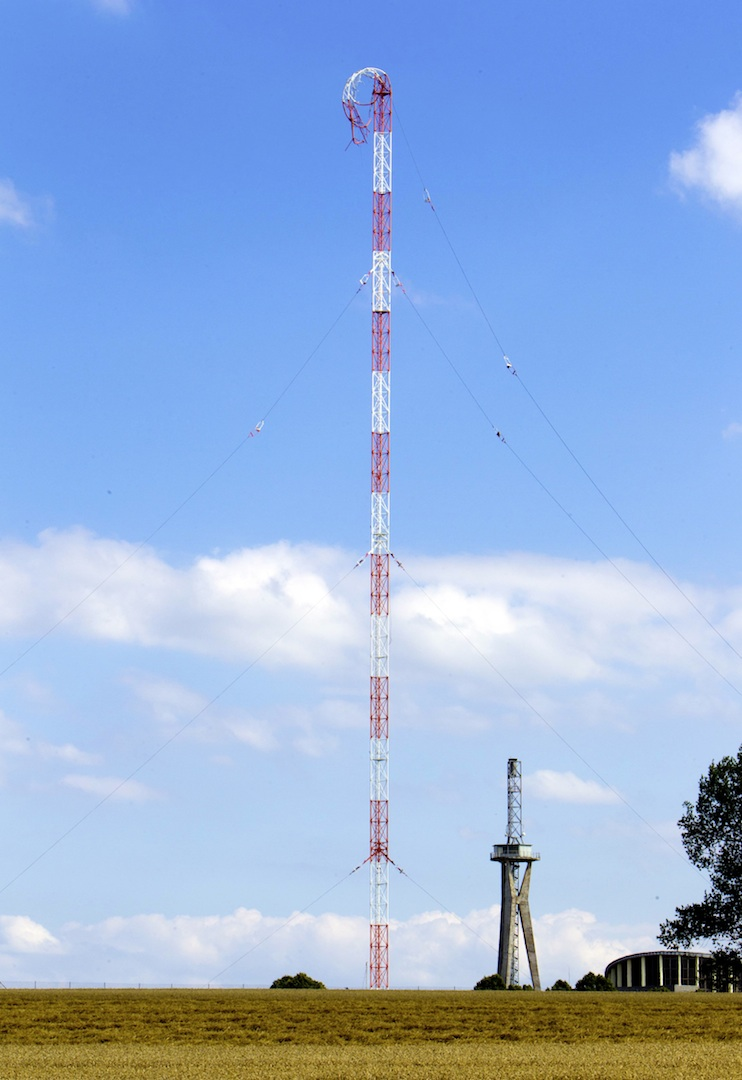
Teilweise eingestürzter Sendemast

Der Sender, der seine Entstehung dem besonderen Statut des Saarlands in den 1950er Jahren verdankte, begann 1955 mit 400 kW und war ab 1976 mit 2 MW Sendeleistung der stärkste Rundfunksender auf dem Territorium Deutschlands und eine der größten Rundfunksendeanlagen der Erde. Gesendet wurde zunächst auf der Frequenz 182 kHz, ab 1960 auf 180 kHz, ab Ende der 1970er Jahre 183 kHz.
Der Sender war schon im Zweiten Weltkrieg geplant: an diesem Standort sollte ein Rundfunksender mit einem 170 m hohen Stahlrohrmast errichtet werden. Wegen der fortschreitenden Kriegsereignisse konnte dies nicht verwirklicht werden.
Nach dem Krieg waren in Frankreich private Rundfunksender verboten, daher wurde ein Geschäftsmodell verwirklicht, einen Sender im Saarland zu errichten und zugleich auch Frankreich von dort aus zu bedienen. Als Antenne kam eine aus vier gegen Erde isolierte und als selbststrahlende Sendemasten ausgeführte Richtantenne mit einem Abstrahlmaximum in südwestlicher Richtung zum Einsatz. Die etwa im Abstand von 350 m entlang einer Linie aufgestellten Masten wurden durch Reusenleitungen vom Sendehaus aus gespeist. Durch die starke Richtcharakteristik der Antenne war der Empfang des Senders in ganz Frankreich und sogar in Nordafrika möglich. Nordöstlich des Senders hingegen, also im größten Teil Deutschlands, war der Sender schlecht bzw. verzerrt zu empfangen.
Die Masten waren 270 m, 276 m, 280 m und 282 m hoch. Die Masten 1 bis 3 wurden 1954/55 errichtet, 1964 kam Mast 4 hinzu. Dem Bau dieses Mastes musste der jahrhundertealte Karlshof weichen, der in einer Erzählung des saarländischen Dichters Johannes Kirschweng eine Rolle spielte.
Im Jahre 1959 wurde Mast 1 (270 m), der einzige auf Felsberger Gemarkung befindliche Sendemast, in lotrechtem Zustand um 102 m versetzt, um eine bessere Richtwirkung bei 182 kHz zu erreichen – man hatte nach der Angliederung des Saarlandes eine Auflage der Deutschen Bundespost zu erfüllen, die auf gleicher Frequenz arbeitenden Sender Reykjavík (Island), Lulea (Schweden) und Ankara (Türkei) nicht weiter zu stören. Der Mast wurde dazu auf einen Transportwagen gehoben und die Abspannung wurde während des Transportes durch Winden sichergestellt. Der Sendebetrieb über die anderen Masten wurde nicht eingestellt, daher mussten die Räder und Schienen des Transportwagens geerdet werden.
Daneben existierte seit 1975 eine Reserveantenne, die aus zwei 234 m hohen, gegen Erde isolierten abgespannten Stahlfachwerkmasten bestand (Masten 5 und 6). Diese befanden sich etwa einen Kilometer nordwestlich der Sendehalle, unmittelbar an der Grenze zu Frankreich.
Am Morgen des 8. August 2012 gegen 10 Uhr brach ein ca. 80 Meter hohes Teil des 280 Meter hohen Sendemastes aufgrund eines abgerissenen Halteseils und schlug unmittelbar neben dem Mastfuß auf dem Sendegelände zu Boden. Verletzt wurde niemand. Dadurch wurde die ursprüngliche Anlage unbrauchbar. Der beschädigte Sendemast wurde am 19. November 2012 mit gezielten Sprengladungen zum Einsturz gebracht, allerdings nicht gleich entsorgt und lag bis mindestens Juli 2013 auf dem Sendergelände. Bis zum Umbau im Sommer 2013 übernahmen die beiden 234 Meter hohen Masten der Reserveantenne die Übertragung. Auf Luftbildern sind im Mai 2015 keine Mastreste mehr sichtbar, die Sockel für die Masten und deren Abspannseile sind noch vorhanden.
Mast 1 wurde am 13. Juni 2013 gegen 16 Uhr im Zuge eines Umbaus gesprengt, bei dem der Betrieb mit den zwei noch vorhandenen Sendemasten der Hauptantenne (Mast 2 und Mast 4) ermöglicht wurde. Da zwischen Mast 1 und den beiden anderen Masten durch den Wegfall von Mast 3 im Sommer 2012 eine zu große Lücke entstand, war ein Betrieb der Restantenne mit Mast 1 nicht mehr möglich, sodass man sich dazu entschied, nur noch zwei Masten zu verwenden. Im Mai 2014 wurde die Sendeanlage an die RTL-Tochterfirma Broadcasting Center Europe (BCE) übergeben, da der Europe-1-Eigentümer Lagardère eine Lösung suchte, um den weiteren Betrieb des Senders sicherzustellen. Hierzu ersetzte BCE 2015 den alten Röhrensender aus dem Jahr 1975 durch einen neuen mit Transistoren bestückten Sender, der in einem kleinen, neu errichteten Sendegebäude direkt neben der 1975 errichteten Reserveantenne untergebracht wurde, die fortan als Hauptantenne diente. Einer der beiden verbliebenen Masten der bisherigen Hauptantenne wurde als Reserveantenne verwendet. Die Anlage war nicht mehr ständig mit Technikern besetzt, sondern wurde aus Luxemburg ferngesteuert.
Am 31. Dezember 2019 wurde der Sender wegen der geringen Wirtschaftlichkeit abgeschaltet und am 20. und 27. Oktober 2020 wurden die verbliebenen Sendemasten gesprengt.

## Sendehalle

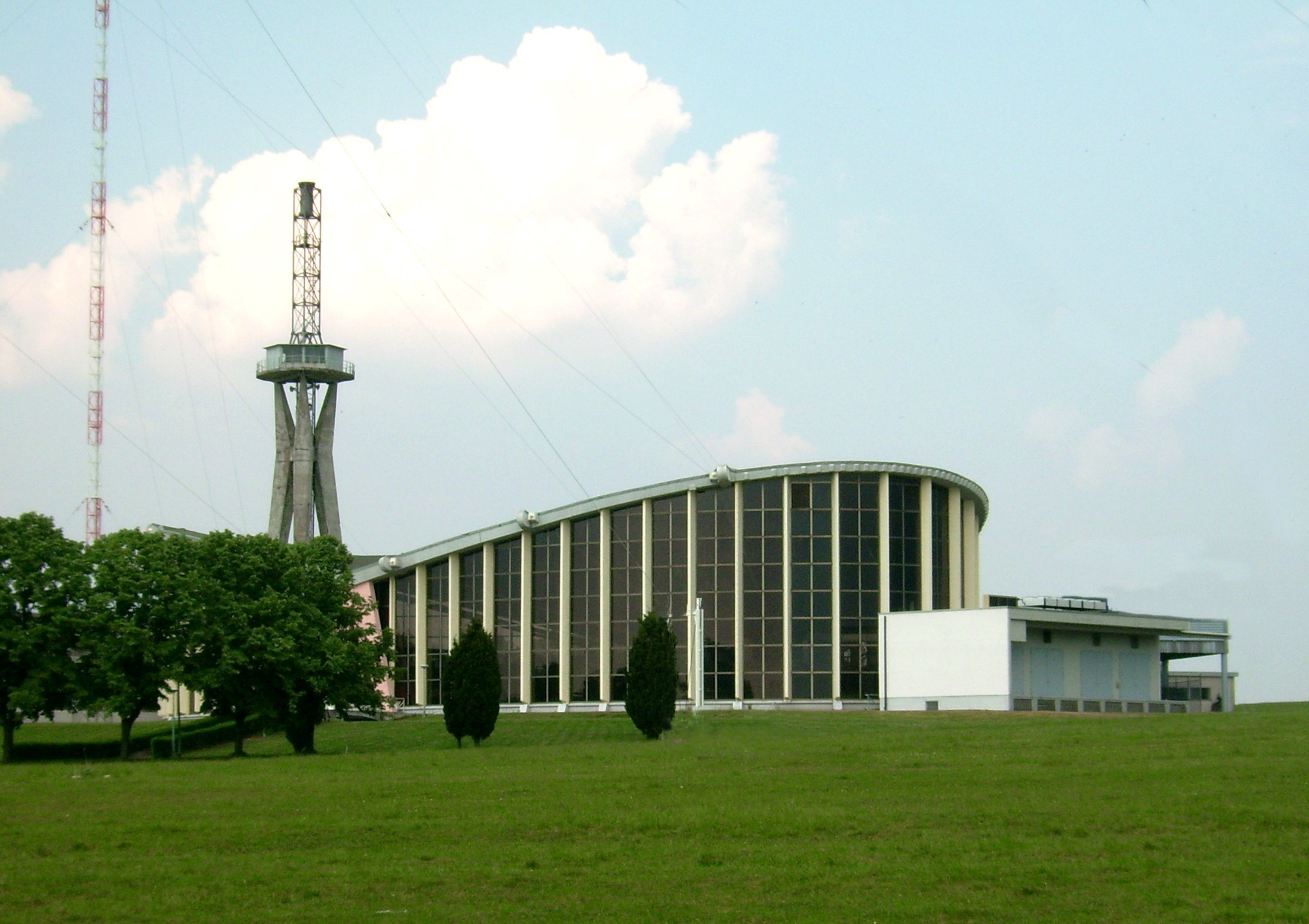
Sendergebäude mit ehemaligem Fernmeldeturm und 280 Meter hohem Gittermast (April 2007)

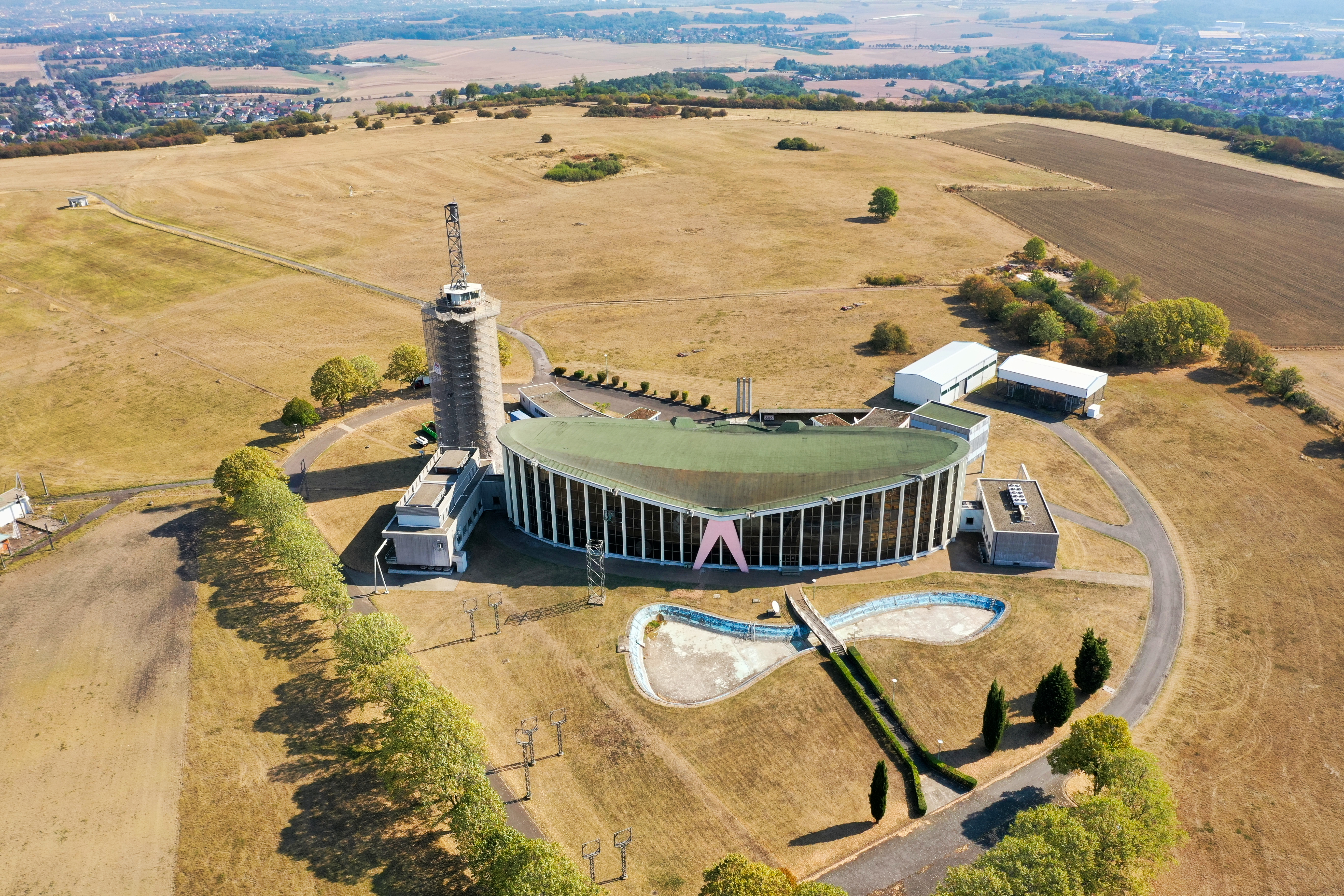
Senderhalle von oben (September 2020)

Das Gebäude, in dem die Sendegeräte untergebracht sind, war ursprünglich auch für große Publikumsveranstaltungen des nie verwirklichten Fernseh-Senders Europa 1 Television geplant gewesen. Es diente jedoch stets nur als Sendehalle, d. h., es beherbergte die technischen Einrichtungen des Senders. Es war daher für diesen Zweck überdimensioniert. Die Sendehalle steht heute leer, ein Nutzungskonzept fehlt.
Das Gebäude ist eine Hängedachkonstruktion (Seilnetz mit Beton) ohne Stützpfeiler und steht unter Denkmalschutz. Es handelt sich um den weltweit ersten Großbau mit einem aus Beton gegossenen Dach, das auf vorgespannten Seilen hängt. Der Bau wurde am 15. Juni 1954 begonnen und im darauffolgenden Jahr fertiggestellt. Er hat eine Länge von 86 m, eine Breite von 46 m, eine maximale Höhe von 16,22 m, eine Oberfläche von 2700 m² (hiervon 1770 m² Glasfläche) und ein Volumen von 31.000 m³.
Als man sich bei der Suche nach einem geeigneten Sender für den Saargau entschied, wählte man wegen des hier vorkommenden Muschelkalks für das Gebäude die Form einer Jakobsmuschel. Anders als vergleichbare, zuvor realisierte Konstruktionen besitzt das Dach nur eine Symmetrieachse.
Die ursprüngliche Konstruktion des Baus stammte von Jean François Guédy (Architekt) und Bernard Laffaille (Tragwerkplaner), wies aber verschiedene Planungsfehler auf. Zusätzliche Mängel bei der Bauausführung führten in der Nacht vom 8. zum 9. September 1954 zu mehreren Rissen in der Dachschale, die dadurch in Einzelteile zerriss. Daraufhin übernahm im Oktober 1955 Eugène Freyssinet die Überarbeitung der Konstruktion und die Bauleitung; er ließ zur Verstärkung in Querrichtung sechs zusätzliche Zugbänder einbauen. Nach dem Teileinsturz der Berliner Kongresshalle am 21. Mai 1980 wurde die Sendehalle im September 1980 durch die Frankfurter Sachverständigen Eberhard Schaeffer und Ludwig Cezanne auf ihre Standsicherheit hin untersucht. Dabei wurden erhebliche Betonschäden und Korrosionsschäden an der Bewehrung und an den Spanngliedern der Zugbänder festgestellt, so dass der Einbau einer vollkommen neuen Stützkonstruktion und zeitweise sogar der Abriss des Gebäudes in Erwägung gezogen wurde. Im September 1980 übernahm die Baufirma Freyssinet International, die vom Namensgeber gegründet wurde, die Verantwortung für das weitere Vorgehen. Unter Leitung des Mitarbeiters Pierre Xercavins wurde 1981 ein umfangreiches Ertüchtigungskonzept entwickelt und 1982 umgesetzt. Am 24. September 2021 wurde die Sendehalle wegen der einmaligen Konstruktion in die Reihe der Historischen Wahrzeichen der Ingenieurbaukunst in Deutschland aufgenommen.
Die Heizung des Gebäudes erfolgte durch die Abwärme der Sendegeräte.
Vor diesem Gebäude befindet sich noch ein Fernmeldeturm aus Stahlbeton, der ursprünglich der Verbreitung des Fernsehprogramms Telesaar dienen sollte. Seit dem 30. November 2020 wird er vom Saarländischen Rundfunk zur Ausstrahlung von digitalem Antennenfernsehen DVB-T2 HD und digitalem Radio DAB+ genutzt.

## Trivia
Nachdem die Gemeinde Überherrn im Jahr 2016 die Sendeanlage erworben hatte, begann sich der Begriff „Gillodrom“ für die Halle im Volksmund zu etablieren. Der Name ist eine Anspielung auf den Überherrner Bürgermeister Bernd Gillo, der trotz hoher Gemeindeverschuldung den Kauf für 120.000 € durchsetzte. Der Begriff wurde in der Hexennacht 2019 Teil von Maischerzen, bei denen an verschiedenen Stellen in der Gemeinde Schilder aufgestellt wurden, die das „Gillodrom“ auswiesen.

## DVB-T2 HD
Seit dem 30. November 2020 strahlt der Saarländische Rundfunk von diesem Standort einen DVB-T2 Multiplex aus.
| Kanal | Frequenz | Multiplex   | Programme im Multiplex | ERP   |
| ----- | -------- | ----------- | ---------------------- | ----- |
| 32    | 562      | ARD Digital | Das Erste HD           | 20 kW |
| 32    | 562      | ARD Digital | Phoenix HD             | 20 kW |
| 32    | 562      | ARD Digital | Arte HD                | 20 kW |
| 32    | 562      | ARD Digital | SR Fernsehen HD        | 20 kW |
| 32    | 562      | ARD Digital | one HD                 | 20 kW |

## DAB+
Ebenfalls seit dem 30. November 2020 strahlt der Saarländische Rundfunk von diesem Standort auch einen DAB+ Multiplex aus.
| Block                    | Programme | ERP (in kW) | Antennendiagrammrund (ND)/gerichtet (D) | Gleichwellennetz (SFN) |
| ------------------------ | --- | ----------- | --------------------------------------- | --- |
| 9A Saarland 1 (D__00238) | DAB+ Block des SR- SR 1 (120 kbps) - SR Kultur (120 kbps) - SR 3 Saarlandwelle (120 kbps) - Unserding (120 kbps) - Antenne Saar (96 kbps) - WDR Maus (72 kbps) | 5           | D                                       | Bliestal (Webenheim-Hahnen), Felsberg, Mettlach (St. Gangolf), Moseltal (Oberperl-Hammelsberg), Saarbrücken (Göttelborner Höhe), Saarbrücken (Halberg), Spiesen, Tholey (Schaumberg) |